# Towkaczi
Towkaczi (ukr. Товкачі) – wieś na Ukrainie, w obwodzie żytomierskim, w rejonie korosteńskim, w hromadzie Hładkowyczi. W 2001 liczyła 324 mieszkańców, spośród których 316 wskazało jako ojczysty język ukraiński, 2 rosyjski, 2 mołdawski, a 4 białoruski.